# Ruta 256 (Costa Rica)
La Ruta 256, oficialmente Ruta Nacional Secundaria 256, es una ruta nacional de Costa Rica ubicada en la provincia de Limón.

## Descripción
En la provincia de Limón, la ruta atraviesa el cantón de Talamanca (el distrito de Cahuita).
Conecta a las playas Puerto Viejo, Cocles, Punta Uva, y Manzanillo con el resto del país